# Johannes Polyander
Johannes Polyander, né le 28 mars 1568 à Metz et mort le 4 février 1646 à Leyde, est un théologien calviniste néerlandais. Il est l'auteur de nombreux ouvrages de théologie.

## Biographie
Fils d’un pasteur de Gand et de Christina van Houten, exilés dans la province des Trois-Évêchés, Johannes Polyander Van Den Kerckhoven naît à Metz, le 28 mars 1568. Il étudie d'abord les humanités à l'école latine de Brême, puis la théologie à l’université de Heidelberg à partir de 1586, avec Franciscus Junius l’ancien (1545-1602). Il passe enfin son doctorat à Genève sous la houlette de Théodore de Bèze.
Polyander devient prédicant à Dordrecht en 1591. Il succède en 1611 à François Gomaer, comme professeur de théologie à l'université de Leyde. Il sera plus tard considéré comme une figure modérée, préférant la conciliation à la controverse, contrairement à ses contemporains Jacobus Arminius ou Conrad Vorstius. En 1618-1619, il participe ainsi au synode de Dordrecht, l'assemblée de l'Église réformée néerlandaise, qui décida de traduire la Bible en néerlandais, directement à partir des textes originaux hébraïques et grecs.
L’épitaphe de Johannes Polyander est visible sur l'un des piliers de l'église Saint-Pierre de Leyde.

## Publications
- Vavia Poëmata, Genève et Heidelberg, 1587.
- Accord des passages de la saincte Escriture, qui semblent de prime abord estre contraires les uns aux autres, éd. J. P. Dordrecht, 1599.
- De locis definitronis, proprii et accidentrum, Dordrecht, 1600.
- Theses logicae aque ethicae, 1602.
- Les actes mémorables des Grecs, recueillis en bas Allemand par André Demètre et traduicts en François, Dordrecht, 1602.
- Dispute contre l’invocation des Saints, 1607.
- Responsio ad interpretata Anastasii Cochletii, Doctoris Sorbonistae, ac monachi Carmelitae sophismata, 1610.
- Cochelet antwoordde met zijn Coemeterium Calvini inferni.
- Dispute contre l’Adoration des Reliques, 1611.
- Thomae Cartwrightii commentarii succincti et dilucidi in Proverbia Salomonis, cum praefatione Joh. Polyandri, Leyde 1617, 4. Aufl. 1663.
- Syntagma Exercitationum Theologicarum, 1621.
- Synopsis purioris Theologiae, J. Polyandri, A. Walaei, J. Thysii, F. Hommiï et D. Sinapii. Oratt. inaug. habitae cum facultas theologica et collegium illustrium Ordinum a Curatoribus instaurarentur, Leyde, 1620, Amsterdam, 1658.
- Oratio de conciliatione Ethnicae et Christianae, Leyde, 1636.
- Oratio in obitum A. Walaei.
- Disputationes L II, comprehensae, ac conscriptae per Joh. Polyandrum, Andr. Rivetum, Ant. Walaeum et Ant. Thysium, Leyde, 1625.
- Miscellaneae Tractationes Theologicae, in quibus agitur de Praedestinatione, et gratia Dei et de Coena Domini, Leyde, 1629.
- Meditationes sacrae in Psalmum VI, Leyde, 1630.
- Concertatio Antisociniana, disputationibus XLVIII, in Academia Leydensi ab ipso publicè agitate, Amsterdam, 1640.
- De essentiali Jesu Christi existentiâ, ac gloriâ Divinâ, quam cum Deo Patre suo habuit ab aeterno, concertatio, decem Disputationibus contra Johannem Crellium comprehensa, Leyde, 1645.
- Judicium et consilium de comae et vestium usu et abusu, Leyde, 1644.
- Sermons théologiques de Jean Polyander, Doct. et Prof. en Théologie à Leyde, Leyde, 1639.
- Spiegel der ware bekeeringe des sondaers tot Godt, ofte Aenmerkinge over het boek des Profeten Jona, Leyde, 1626.
- Over den sesden Psalm, Amsterdam, 1628.
- Over Ephesen I en II, of grond onzer zaligheid.
- Anker der gelovigen.
- Wederlegginge eenes brief gheschreven by sekeren Doctoor des Ordens van S. Augustyn binnen Luyck: Mitzg. de redenen, ontleent van R. Bellarmyn, dienende tot bevestig. v.d. aanroepinghe der Heyl.... (Uit het Fransch) overg, Leyde, 1608.
- Vereeniging van veel passagies der Heiligen Schrifture.
- Van de aanbiddinge der Reliques van de afgestorven Heiligen.
- Lijk-Oratie over het afsterven van Festus Hommius, seer getrouwen Herder der Kercke van Leyden, Ghedaen in de Academie in het Audit. der H. Theol. tot Leyden, den 10 den Julij 1642, Leyde, 1642.